# Nashville (Tennessee)
Nashville az Amerikai Egyesült Államok-beli Tennessee állam fővárosa, a Cumberland-folyó partján fekszik. A város helyi egészségügyi, zeneipari és közlekedési központ.
Lakossága 668 347(2014), amivel Memphis után az állam második legnépesebb városa.
A 13 megyéből álló tágabb Nashville-i régiónak (Nashville metropolitan area) 1 422 544 lakosa volt 2005-ben, amivel az állam leggyorsabban növekvő városi körzetének számított.

## Története
Az európaiak előtt már közel 11 ezer évvel is lakott vidéken az első európai, Hernando De Soto spanyol konkvisztádor 1539 és 1543 közötti expedíciója során járt, útja során itt a maszkagí és a jucsí törzseket találta. Ők, nagy valószínűséggel a behurcolt betegségek következtében az 1800-as évekre szinte teljesen eltűntek, hatalmas lakatlan területeket hagyva hátra, helyükre (kényszerűségből) az egyre fokozódó gyarmatosítás miatt az északabbra, a mai Virginia területén élt cseroki törzsek, a csikaszók és a csaktók költöztek. Őket a többi itt élő más törzsekkel együtt (mintegy 17 000 embert) 1838–1839 között erőszakkal tovább költöztették az Arkansastól nyugatra kialakított rezervátumba.
Magát a várost James Robertson észak-karolinai farmer és felfedező alapította egy csoport, az az évben Tennessee államba beolvasztott Wataguából érkezett telepessel együtt 1779 karácsonyán Fort Nashborough néven, a függetlenségi háború egyik hősének, Francis Nashnek állítva emléket, habár a valódi, ünnepélyes városalapításra csupán 1780. április 23-án került sor, mikorra a mintegy 60 wataguai család mind megérkezett a helyszínre. 1784-ben Észak-Karolina állam közigazgatása alá került, nevét is ez alkalomból változtatta meg „Fort Nashborough”-ról „Nashville”-re. 1804-től haláláig (1845) itt élt az 1812-es brit–amerikai háború egyik amerikai nemzeti hőse, Andrew Jackson, aki a háború után sikeres politikai karrierbe kezdett, melynek csúcspontjaként, 1829-ben az Amerikai Egyesült Államok 7. elnökévé választották meg.
A gyors fejlődésben kulcsszerepe volt (és van ma is) a kiváló földrajzi adottságainak; rövid idő alatt az Egyesült Államok egyik gyapottermesztő központjává nőtte ki magát, külön folyami kikötővel. Később a vasút megjelenésével rövid idő alatt annak egyik fontos regionális központja lett. 1843. október 7-én az ideiglenes közigazgatási központokat felváltva Tennessee állam állandó székhelye lett. Az állami törvényhozásnak otthont adó, 1845–1855 között épült kapitóliumot (Tennessee State Capitol) görög (ión) templomról mintázták.
Az amerikai polgárháborúban Tennessee a déli, konföderációs oldalra állt, mely révén az uniós (északi) támadások középpontjába került. A város mellett vívták 1864. december 2-án a polgárháború egyik legjelentősebb ütközetét, a Nashville-i csatát, mely során az uniós (északi) csapatok döntő vereséget mértek a konföderációs hadseregre, ezzel végleg lezárva a nyugati hadszínteret a csatározások elől (habár kisebb összetűzések a háború végéig még előfordultak). A békekötés után az 1860-ban 16 988 fős város 1900-ra 80 865 fősre duzzadt, fontos kereskedelmi, vasúti és folyami központtá fejlődve. 1897-ben volt 100 éve, hogy Tennessee állam csatlakozott az Amerikai Egyesült Államokhoz, melyet egy centenáriumi- és világkiállítás keretében ünnepelt meg.

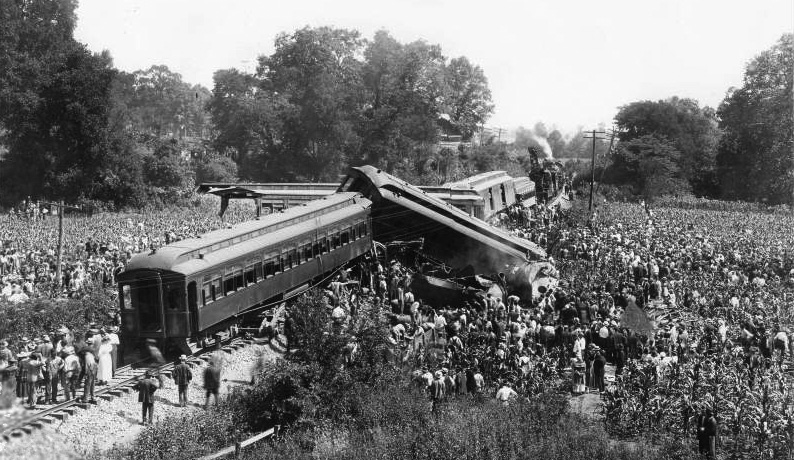
Az 1918-as vonatbaleset

1918. július 9-én Nashville mellett történt az USA minden idők egyik legtöbb áldozatát követelő vonatbalesete, amikor egy helyi személyvonat és egy expressz ütközött össze, 101 halottat hagyva maga után.
Az Egyesült Államok első FM-rádiója, a W47NV (ma WSM-FM) 1941. március 1-jén Nashville-ben indult.
1963 óta Nashville város és a megye (Davidson County), melyben addig feküdt, egyetlen közigazgatási egységbe tömörült, a város földrajzi kiterjedését 1362,5 km²-re, lakosainak számát pedig közel háromszorosára növelve.
1998. április 16-án három tornádó is végigsöpört a belvároson, komoly károkat okozva, elsősorban a toronyházak ablakainak betörésével, illetve az akkor még épülőfélben lévő Adelphia Coliseum (amerikaifutball-stadion) építési területén felállított toronydaruk ledöntésével, amelyet ettől függetlenül időben átadtak.
A városban található a Gibson gitárgyár, ami a világ egyik leghíresebb gitármárkája.

## Népesség
| Lakosok száma | 626 681 | 659 042 | 668 347 | 684 410 | 689 447 |
|               | 2010    | 2013    | 2014    | 2016    | 2020    |

## Sportélete
| Csapat              | Sport            | Bajnokság                | Aréna              |
| ------------------- | ---------------- | ------------------------ | ------------------ |
| Nashville Sounds    | baseball         | International League     | First Horizon Park |
| Tennessee Titans    | amerikai futball | National Football League | Nissan Stadium     |
| Nashville Predators | jégkorong        | National Hockey League   | Bridgestone Arena  |
| Nashville SC        | labdarúgás       | Major League Soccer      | Geodis Park        |